# Conduit (festmény)
A The Conduit Emily Ginsburg gravírozással készült murális művészeti alkotása az Amerikai Egyesült Államok Oregon államának Portland városában, a Portlandi Állami Egyetem szolgáltatási épülete 6. sugárút felőli homlokzatán. Az alkotás az egyetem és a TriMet megrendelésére készült.
A Culture Trip szerint a gondolatot és a tudást ábrázolja, amiket egy út köt össze. Az alkotó szerint az utazást, mint metaforát használja a tudáshoz vezető úton.

## Fordítás
- Ez a szócikk részben vagy egészben  a   Conduit (mural) című angol Wikipédia-szócikk ezen változatának fordításán alapul.  Az eredeti cikk szerkesztőit annak laptörténete sorolja fel. Ez a jelzés csupán a megfogalmazás eredetét és a szerzői jogokat jelzi, nem szolgál a cikkben szereplő információk forrásmegjelöléseként.